# Maison aux Aztèques
La maison aux Aztèques o maison des Aztèques es un edificio de estilo Art Nouveau en Lieja, Bélgica  diseñado por el arquitecto Victor Rogister en 1906. Está ubicado en el n. 6/8 de la rue du Parlement en el distrito de Outremeuse de Lieja cerca de la Maison Counet (place du Congrès) construida un año antes por el mismo arquitecto. También notaremos otra construcción de estilo art nouveau en no 2 de la rue du Parlement por el mismo Victor Rogister.

## Descripción

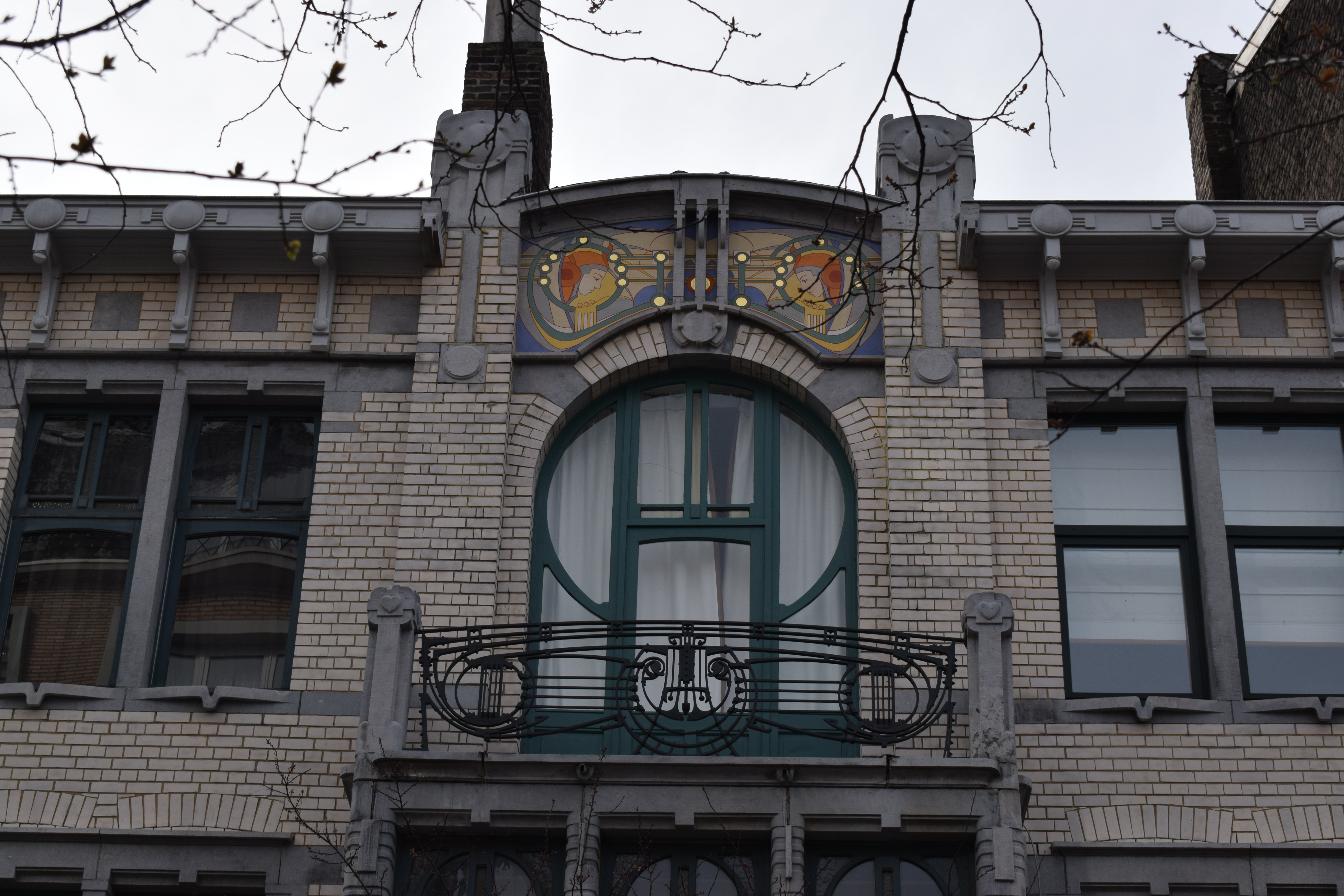
Esgrafiados y herrajes

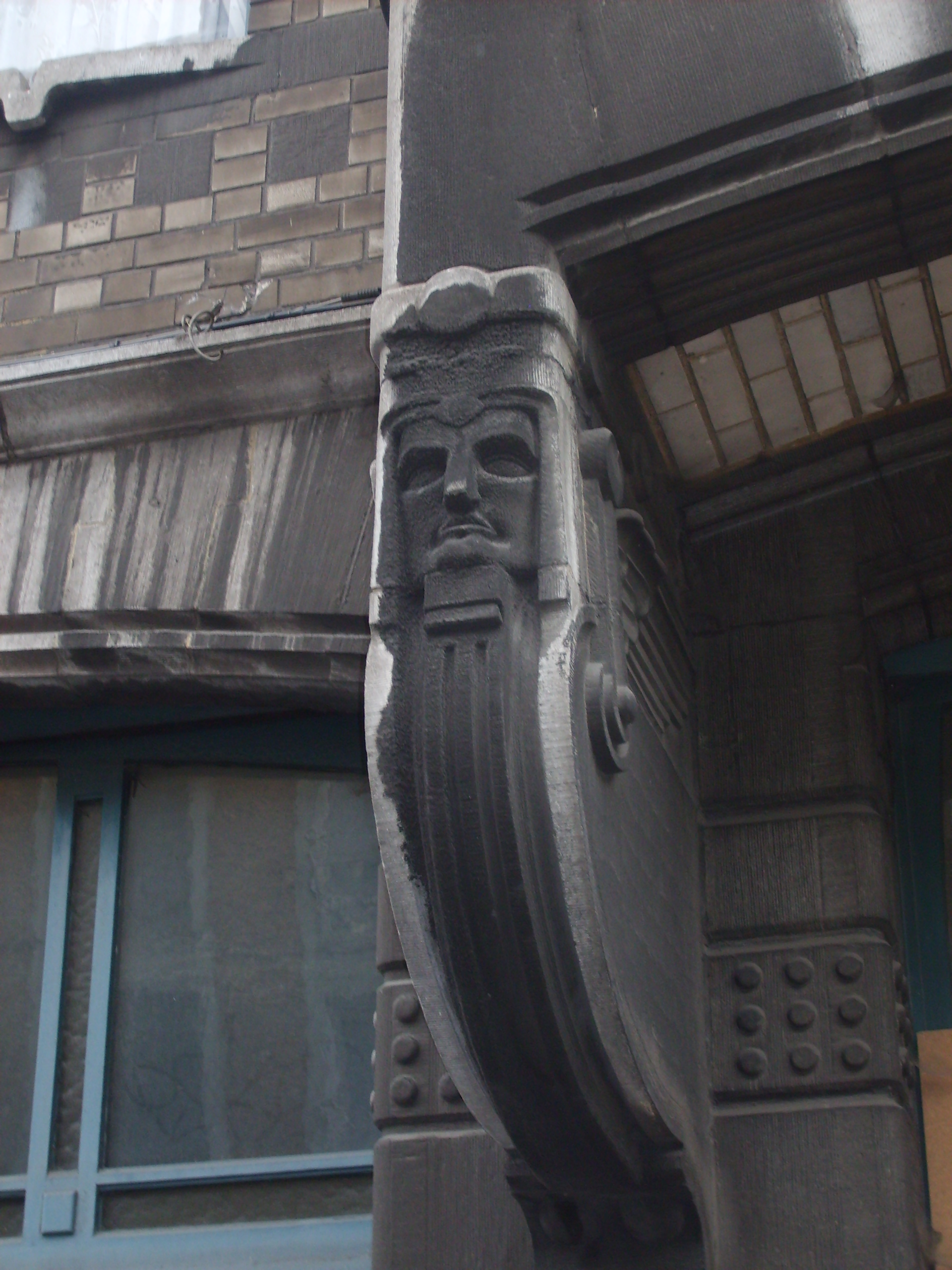
Escultura Los Aztecas

Esta imponente construcción tiene dos pisos y cuatro bahías. Las tres crujías de la derecha son simétricas salvo la planta baja (presencia de dos ventanales y un porche). El vano izquierdo está desplazado y diferente (forma y ubicación inferior de las crujías). La planta baja que alguna vez estuvo ocupada por un taller de confitería se ha convertido en una oficina de arquitecto y las dos plantas incluyen varios apartamentos.
De los tres vanos simétricos, destaca el central. En la planta superior, hay una ventana con arco de medio punto cuya carpintería da el efecto de un arco de herradura. Esta crujía está precedida por un balcón protegido por armónicos herrajes que entremezclan líneas rectas, curvas y elipses. Sobre este vano, dos pilastras rectangulares talladas con círculos dominan el edificio y enmarcan un esgrafiado que representa dos cabezas femeninas de perfil. Debajo del balcón, en el primer piso, hay una ventana mirador con triple bahía, cuya parte superior en madera pequeña forma otros tantos círculos. Este mirador descansa sobre dos consolas de sillería adornadas con esculturas que representan las cabezas de los aztecas que dieron nombre al edificio.
En el vano derecho, el pórtico está tallado con dos cabezas de bestias sobre un fondo de diseños geométricos y estilizados.